# Vanitas-stilleven met zelfportret van de schilder
Vanitas-stilleven met zelfportret van de schilder, ook Zelfportret met allegorisch stilleven, is een schilderij van de Nederlandse kunstschilder David Bailly uit 1651, olieverf op paneel, 89,5 × 122 centimeter groot. Het werk bevindt zich in de collectie van De Lakenhal in de Nederlandse stad Leiden.

## Afbeelding
Vanitas-stilleven met zelfportret van de schilder is een complex werk. De afbeelding van een zelfportret en een stilleven lopen op een ongebruikelijke manier door elkaar. Tegelijkertijd speelt Bailly een spel met het element van de tijd.

#### Vanitas-voorwerpen
Het rechtergedeelte van het schilderij geeft een groot aantal objecten te zien die die typisch zijn voor een vanitas-stilleven: de schedel, een boek, de uitgedoofde kaars waaraan nog een kleine rookpluim ontsnapt, een horloge, een zandloper en zelfs een wierookhouder. Als om het thema nog extra te onderstrepen staat op het papier in de rechterbenedenhoek geschreven: "Vanitas . vani[ta]tum . et . omnia . vanitas" ("IJdelheid der ijdelheden, alles is ijdelheid"); een zin uit Prediker. Ook de muntstukken, het omgevallen glas, de fluit, de beeldhouwwerken, de bloemcorsage en de parels kunnen stuk voor stuk geïnterpreteerd worden als symbolen van de ijdelheid.
Tegelijkertijd zijn op het schilderij een aantal voorwerpen te zien die zelden voorkomen op een vanitas-stilleven en die vooral te maken hebben met het ambacht van het kunstschilderen: de schildersstok en het palet aan de muur, een schets van een oude man die doet denken aan een werk van Jan Lievens en een kopie van De luitspeler van Frans Hals, een tekening die Bailly ook daadwerkelijk zelf heeft gemaakt, in 1626, dus 25 jaar eerder dan het hier besproken werk. De beide tekeningen op het schilderij, gescheiden door zeepbellen, refereren qua thema trouwens andermaal aan de vanitas-symboliek van ijdelheid en verstrijkende tijd.

#### Zelfportret, spel met de tijd

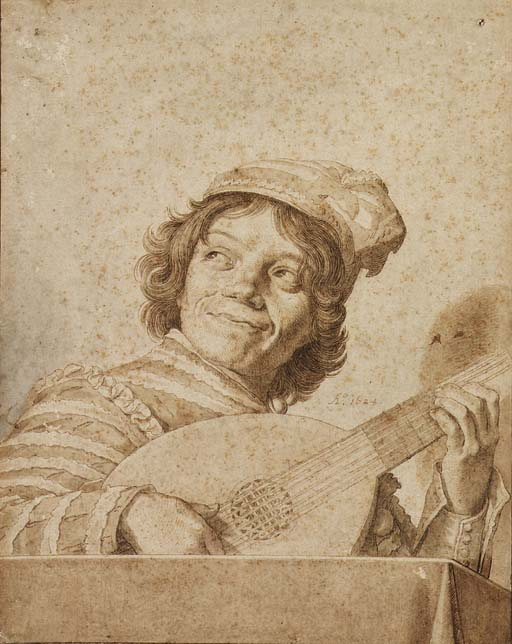
Bailly's De luitspeler, kopie naar Frans Hals, 1626.

Wie de jonge schilder is, is niet zeker. Het zou een collega-schilder kunnen zijn, of misschien heeft Bailly zichzelf geschilderd als jonge man. In zijn handen houdt hij een klein portret dat een zelfportret van de kunstenaar is, maar dan op latere leeftijd, aan het einde van zijn carrière. Bailly speelt hier nadrukkelijk met het tijdsaspect en draait de rollen feitelijk om: eigenlijk zou het de oude man moeten zijn die een portret van de jongere vasthoudt. Het lijkt nu alsof de afgebeelde persoon in de toekomst kijkt. Opvallend in dat opzicht is ook het omhoog krullende papier van de Hals-kopie, hetgeen suggereert dat het werkje al jaren oud moet zijn; dat was het geval op het moment dat het hier besproken schilderij werd gemaakt, maar dus niet toen de schilder de leeftijd had waarop hij zichzelf hier afbeeldt. Het ovale portret in het midden toont mogelijk de echtgenote van de schilder op jonge leeftijd en vormt aldus een merkwaardige pendant met het portretje van de oudere Bailly links ervan. Haar gezicht doemt nog een tweede keer op als schim vanachter het fluitglas.
Alles overziend kan het schilderij gezien worden als een poging van de schilder om het kunstenaarschap en de vanitas-symboliek op een originele manier met elkaar te verbinden, in de zin dat in zijn ogen een schilderij de tijd kan overwinnen en dat een kunstwerk kan triomferen over de dood. Vanitas-stilleven met zelfportret van de schilder wordt algemeen gezien als Bailly's magnum opus, geschilderd aan het eind van zijn loopbaan. Het verraadt een impliciet streven van de kunstenaar naar onsterfelijkheid.